# Diogo Fernandes
Diogo Fernandes (em castelhano: Diego Fernández; morto antes de 1 de Dezembro de 928), foi um nobre medieval da Península Ibérica, provavelmente do Condado de Castela, filho, pelo seu patronímico, de um Fernando, cuja filiação não está documentada. É o ancestral de muitas famílias nobres do Condado Portucalense e do Reino de Leão que tiveram muita influência nas terras lusitanas e na corte nos séculos X e XI. Foi provavelmente irmão do conde Ero Fernandes e de Gudesteo Fernandes.

## Biografia
Diogo Fernandes chegou ao condado de Portucale no final do século IX vindo do Condado de Castela, e segundo o crónista Sampiro acompanhou o infante Bermudo Ordonhes, filho do rei Ordonho I,  que, depois de uma revolta fracassada contra seu irmão, o rei das Astúrias, Afonso III foi exilado em Coimbra onde  viveu e morreu pouco antes de 928. Aparece pela primeira vez na cúria régia confirmando um diploma do rei Afonso III em 28 de abril de 909. Depois, estava na corte do rei Ordonho II onde confirmou vários documentos reais deste monarca e também estava na corte de seu sucessor o rei Fruela II. Acompanhou ao rei Ramiro II quando ele estabeleceu sua corte em Viseu. O último registro de Diogo foi em 23 de fevereiro de 926 quando confirmou a doação do rei Ramiro a Hermenegildo Gonçalves e a sua esposa Mumadona Dias, filha de Diogo.

## Matrimónio e descendência

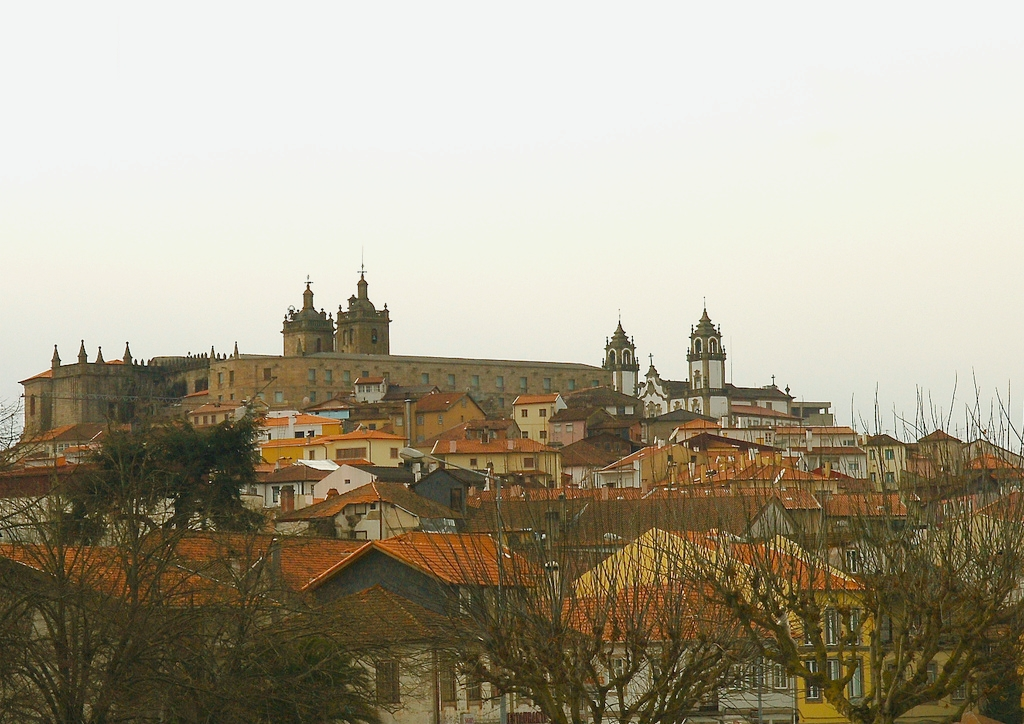
Vista de Viseu onde o rei Ramiro II estabeleceu sua corte

Casou com Onecca (Onega), que, devido a confusão com uma descendente, é chamada frequentemente Onecca Lucides, como a filha de Lucídio Vimaranes.[a] Possivelmente Onecca foi membro da família real de Pamplona devido à origem de seu nome e o nome de seu filho Jimeno e outros descendentes. Poderia ser a filha de Leodegundia, provável filha do rei Ordonho I que casou com um infante de Pamplona. Onecca aparece em Dezembro de 928 no Mosteiro de Lorvão com seus quatro filhos, Munia, Ledegundia, Ximeno e Mummadomna fazendo uma doação por Veremudo dive memorie, referindo-se ao infante Bermudo Ordonhes, filho do rei Ordonho I e provavelmente irmão de Leodegundia, por tanto, tio de Onecca. Este documento é também confirmado pelo conde Hermenegildo Gonçalves, o esposo de sua filha Mumadona, e Rodrigo Tedoniz, provavelmente o esposo de sua filha Leodegundia. Os filhos deste casamento foram:
- Munia Dias,[11][12] casou com Alvito Lucides.[13]
- Leodegundia Dias[11] provavelmente casada com Rodrigo Tedoniz.[14][15]
- Jimeno Dias (morto entre Novembro e Dezembro de 961),[11][16] conde e importante personagem, antes de fevereiro de 949, casou com Adosinda Guterres,[17][18][19] filha do conde Guterre Mendes e da condessa Ilduara Ériz. Depois de enviuvar, Adosinda casou com Ramiro Mendes,[9] provavelmente os pais da rainha Velasquita Ramires, a primeira esposa do rei Vermudo II.[20]
- Mumadona Dias (morta depois de 968),[14][19] fundadora do Mosteiro de Guimarães, que casou entre 915 e 920 e antes de 23 de fevereiro de 926—quando aparecem juntos pela primeira vez [21]—com o conde Hermenegildo Gonçalves.